# Skilla
För växtsläktet, se Blåstjärnesläktet. För den italienska staden, se Scilla.
Skilla är [källa behövs] en svensk musikgrupp från Malmö som spelar en blandning av rock, pop och indie. De har spelat på festivaler och klubbspelningar såväl i Sverige som Norge, Tyskland och Baltikum och spelat med band som estländska Ewert And The Two Dragons och norska Making Marks. Framträdanden har gjorts på bland annat Peace & Love, Putte i Parken, Krokstrandsfestivalen och Malmöfestivalen. De har även agerat förband åt Miss Li i Tyskland och varit husband för Gudrun Hauksdottirs pop-allsång Pildammarna i mitt hjärta. 
Skilla startade 2007 det egna skivbolaget Or Die Records där de har gett ut två album och ger ut albumet A Storm i november 2013.

## Medlemmar
- Nina Christensen - ledande sång, violin
- Lisa Godin - gitarr, sång
- Vanja Gottlow - bas
- Elin Hörberg - keyboard, dragspel, munspel, sång
- Amanda Savbrant - trummor, slagverk, sång

## Diskografi
Album
- 2008 - Skilla
- 2009 - 'To Our Mums And Dads, Brothers And Sisters, Friends And Lovers
- 2010 - Recall Tension
- 2013 - A Storm

EP
- 2008 - As In the Book
- 2008 - ...or die

Singlar
- 2011 - Dancing On My Own
- 2011 - Nightmares
- 2013 - Wounded Hearts

## Låtlistor
I mars 2013 släpptes albumet A Storm i Tyskland, Österrike och Schweiz på det tyska skivbolaget Stereoflex Records. I november 2013 släpps albumet i resten av världen på Or Die Records.

Låtlista för Skilla
1. Sun in the end of today
2. How will anyone know
3. Summer in December
4. Australia
5. Stranded
6. What I felt
7. Recycling
8. Seven seas
9. Tragic song
10. Safe from myself

Låtlista för A Storm 
1. Hit by Lightning
2. Tell it
3. The Offer
4. The Song of a Heart
5. 2 am
6. The Seed
7. Wounded Hearts
8. Peace Drum
9. Colours
10. Like a Wind
11. Golden

I maj 2010 släpptes albumet Recall Tension på skivbolaget Or Die Records.
Låtlista för Recall Tension
1. Simon Says
2. Dressed In Snow
3. Goodbye And Thank You For This Song And Two More
4. Awaiting Changes
5. After Tomorrow
6. Lantern
7. Tension
8. The Song Of A Heart
9. The King Of A Thousand Suns

14 oktober 2009 släpptes debutalbumet To Our Mums And Dads, Brothers And Sisters, Friends And Lovers på skivbolaget National. Tidigare har bandet släppt två demor vid namn As In the Book och ...or die.
Låtlista för To Our Mums And Dads, Brothers And Sisters, Friends And Lovers
1. Seven Seas 3:49
2. Stranded 3:00
3. Tragic Song 4:45
4. Summer In December 3:31
5. Australia 4:18
6. Safe from Myself 4:32
7. Recycling 4:29
8. Sun In the End of Today 4:20

Låten Summer in December finns även på samlingsskivan National 7.5 som släpptes 12 augusti 2009.
Låtlista för As In the Book
1. What I Felt 4:14
2. He's Gonna Find Me 4:42
3. Rescue Me 5:42
4. End of Time 3:17
5. As In the Book 7:20

Låtlista för ...or die
1. No Pity 4:44
2. Recycling 5:25
3. All That I Can Think of 2:38